# Nhi thiền vu
Nhi thiền vu (giản thể: 儿单于; phồn thể: 兒單于; bính âm: Érchányú, trị vì 105- 102 TCN), tên thời trẻ là "Ô Sư Lư" (烏師廬, theo Hán thư là Chiêm Sư Lư) là một thiền vu của Hung Nô. Ông là con trai của Ô Duy thiền vu. Do ông còn rất nhỏ khi lên ngôi thiền vu, nên được gọi là "Nhi thiền vu".
Từ thời kỳ của Ô Sư Lư, trọng tâm Hung Nô ngày càng dịch chuyển theo hướng tây bắc. Ô Sư Lư "hiếu sát phạt", quốc nhân bất an. Tả đại đô úy muốn giết thiền vu, năm 104 TCN, gửi người thỉnh cầu nhà Hán phát binh chi viện. Năm 103 TCN, nhà Hán phái Triệu Phá Nô suất lĩnh hơn 2 vạn kị binh đi lên phía bắc chi viện cho tả đại đô úy, tả đại đô úy biết đại quân nhà Hán sắt đến, bắt đầu hành sự, bị thiền vu phát giác, tả đại đô úy bị giết. Quân Hán về sau bị tiêu diệt toàn bộ.